# HD 198208
HD 198208，又名BD-18 5783，SAO 163910、HR 7964，是一颗恒星，视星等为6.21，位于銀經28.63，銀緯-33.89，其B1900.0坐标为赤經20h 43m 40.2s，赤緯-18° -33.89′ 18″。